# Présomption d'innocence (téléfilm)
Présomption d'innocence ou Confiance aveugle au Québec (Blind Trust), est un téléfilm canadien réalisé par Louis Bolduc, diffusé aux États-Unis le 8 avril 2007 sur Lifetime.

## Synopsis
Cassie Stewart, jeune experte en assurance, a été retrouvée évanouie dans son appartement. Près d'elle gisent les corps sans vie, criblés de balles, de Diane Summer et Bobby Rose. Diane était sa colocataire et meilleure amie, Bobby, son amant. Pour le procureur Rolly Wyker, les faits parlent d'eux-mêmes : il sait qu'il n'aura aucun mal à faire condamner Cassie à la peine capitale. Mais tout se complique quand L.G. Mennick, un célèbre avocat, décide de défendre Cassie. Le procès qui s'ouvre s'annonce riche en rebondissements...

## Fiche technique
- Titre français : Présomption d'innocence
- Titre québécois : Confiance aveugle
- Titre original : Blind Trust
- Réalisation : Louis Bolduc
- Scénario : Tom Gates
- Société de production : Incendo Productions
- Pays :  Canada
- Durée : 90 minutes

## Distribution
- Jessica Capshaw (VF : Véronique Alycia ; VQ : Éveline Gélinas) : Cassie Stewart
- Art Hindle (en) (VF : Pierre Dourlens ; VQ : Hubert Gagnon) : L.G. Mennick
- Chad Willett (en) (VF : Éric Etcheverry) : l'inspecteur Rudy Shatz
- Carlo Mestroni (VQ : Antoine Durand) : l'inspecteur Getty
- Stephan Dubeau : Bobby Rose
- Cindy Sampson (VF : Barbara Delsol ; VQ : Marika Lhoumeau) : Diane Summers
- Sean Tucker (VF : Pierre-François Pistorio) : Walter Hobbs
- Tony Calabretta (VF : Jean-François Aupied ; VQ : Jacques Lavallée) : le lieutenant Nunzio
- Danny Blanco Hall (VQ : Patrick Chouinard) : Rolly Wyker
- Robin Wilcock (VQ : Marc-André Bélanger) : Jerry

Légende : VF = Version Française et VQ = Version Québécoise